# Klimaks
Klimaks é um filme de drama norueguês de 1965 dirigido por Rolf Clemens, estrelado por Per Jansen e Rut Tellefsen. O filme trata da morte da amante de um homem e do relacionamento de amor/ódio que ela teve com seu filho.